# Jill Abramson
Jill Ellen Abramson (New York, 19 marzo 1954) è una giornalista e saggista statunitense, la prima donna a dirigere, dal settembre 2011 a maggio 2014,  il New York Times nei 160 anni di storia del giornale.
Era entrata a far parte del New York Times nel 1997, lavorando come direttore dell'ufficio di Washington e redattore capo prima di essere nominata alla direzione esecutiva. In precedenza aveva lavorato per Time (1973–1976), The American Lawyer (1977–1986) e The Wall Street Journal (1988–1997).  Nel 2012 era stata classificata al quinto posto nella lista di Forbes delle donne più potenti. Nel marzo 2016 è assunta come editorialista politica per il Guardian US..

## Biografia
Nata a New York in una famiglia ebraica (il padre, Norman L. Abramson, è presidente degli Irish Looms Associates, importatori tessili di New York, la madre si chiama Dovie), consegue il diploma alla Ethical Culture Fieldston School nel Bronx e nel 1976 si laurea con lode in Storia e letteratura presso l'Università di Harvard.
Durante gli studi ad Harvard, si occupava di arte scrivendo per The Harvard Independent e, dal 1973 al 1976 ha collaborato alla rivista Time. Successivamente ha lavorato per quasi un decennio come reporter di The American Lawyer e nel 1986 è stata nominata caporedattore di Legal Times a Washington, DC, dove è rimasta per due anni. Dal 1988 al 1997 è stata corrispondente a Washington del Wall Street Journal  per poi diventare vice capo dell'ufficio. Nel 1997, presentata da Maureen Dowd, scrittrice e columnist del quotidiano, entra nella redazione di Washington del New York Times e dopo tre anni, nel dicembre 2000, è diventata responsabile dell'ufficio della capitale. Gli anni di Washington sono stati intensi e turbolenti, la Abramson è stata costretta a barcamenarsi tra le pressioni della Casa Bianca, sotto l'amministrazione Bush che chiedeva minor trasparenza in nome della sicurezza nazionale, e la diffidenza dei suoi colleghi, primo fra tutti il direttore esecutivo Howell Raines che avrebbe voluto relegarla al pur prestigioso settore culturale; nello stesso periodo si è trovata ad affrontare avvenimenti importanti quali gli attacchi dell'11 settembre, la corsa verso la guerra in Iraq e lo scandalo di Jayson Blair, un giovane reporter accusato di plagio e di aver inventato di sana pianta inchieste e articoli. Questo scandalo infine portò alle dimissioni di Howell Raines e dell'amministratore delegato Gerald Boyd.
Nel 1995 Abramson e Jane Mayer, sua collega del Wall Street Journal, scrissero a quattro mani Strange Justice: The Selling of Clarence Thomas, un libro di 400 pagine che illustra dettagliatamente le audizioni del giudice Clarence Thomas, coinvolto in una storia di molestie che all'epoca ha spaccato gli Stati Uniti. Nel 2000 ha insegnato alla Princeton University, nel 2001 è stata eletta Fellow dell'American Academy of Arts and Sciences, nel 2010 ha lavorato per sei mesi alla versione online del New York Times e alle dimissioni di Bill Keller, che desiderava dedicarsi a tempo pieno al lavoro di scrittore, nel settembre 2011 è stata nominata direttrice del NYT. 
Nel maggio 2012 ha ricevuto una laurea ad honorem alla Fairleigh Dickinson University; nell'aprile 2013 è stata oggetto di un profilo fortemente critico in Politico, scritto da Dylan Byers e intitolato "Turbulence at the Times", in cui persone anonime dello staff del Times la definiscono "impossibile" e "molto, molto impopolare". Il 14 maggio 2014 Abramson è stata licenziata dalla direzione del Times e al suo posto è subentrato Dean Baquet. Il licenziamento è stato motivato dal rifiuto di confrontarsi con i colleghi di lavoro nel prendere decisioni, dal pessimo rapporto instaurato e dalla scarsa collaborazione con i suoi sottoposti.
Durante la campagna elettorale per le presidenziali 2016 ha appoggiato la candidatura di Hillary Clinton.
Nel 2018, in un periodo in cui si parla spesso di fake news, Abramson ha dichiarato in un'intervista a un giornale italiano, la Repubblica, che "il giornalismo di qualità è l'unica cosa che può inchiodare il potere alle sue responsabilità. La verità è il miglior disinfettante contro gli abusi, di qualunque tipo. La democrazia dipende da questo".
Nel 2019 ha pubblicato Merchants of Truth: The Business of News and the Fight for Facts, un libro in cui esamina i cambiamenti avvenuti in due grandi quotidiani nazionali americani, il New York Times e la Washington Post, e in due siti, Vice e Buzzfeed, nei primi vent'anni del XXI secolo con l'introduzione delle nuove tecnologie digitali. Nel libro, la Abramson ha preso le distanze dalla radicalizzazione di alcune testate giornalistiche - prima fra tutte, il NYTimes - che secondo lei negli ultimi anni hanno abbandonato l'obiettività schierandosi nettamente a sfavore della politica di Donald Trump, al solo scopo di ottenere più lettori. Il libro ha destato polemiche, critiche favorevoli, ad esempio da Gay Talese, mentre altri hanno puntato piuttosto a rilevare errori marginali, oltre che sospetti di plagio, pur di demolire la sua ricostruzione del mondo del giornalismo e dell'informazione attuali.

## Vita privata
Ha sposato nel 1981 un compagno di Harvard, Henry Little Griggs III, figlio di un produttore della NBC News: sarà presidente della Triad, società di pubbliche relazioni politiche. Due i figli.
Nel maggio 2007 Abramson è stata investita da un camion sulle strisce pedonali vicino alla sede del New York Times, a Manhattan, riportando le fratture dell'anca e del femore. In seguito farà causa al conducente e proprietario del camion.. Nelle settimane trascorse in ospedale immobilizzata, consolidò l'amicizia con la scrittrice Maureen Dowd: fu proprio quest'ultima a proporle di lavorare al NYT. Nel 2010 si è fratturata un polso a Yellowstone. 
Abramson ha quattro tatuaggi sul corpo che dirà, "raccontano la mia storia".  Un gettone della metropolitana di New York City sulla spalla destra per ricordare il suo ritorno a New York dopo avere vissuto a Washington, la lettera "H" ripetuta due volte per ricordare una l'Università di Harvard e l'altra suo marito, Henry, infine  sulla schiena la lettera "T" nel carattere gotico del logo del New York Times. Abramson ha raccontato per la prima volta del suo tatuaggio del New York Times in uno spettacolo di New York meno di un mese prima di essere licenziata dal giornale.

## Opere
- Where They Are Now: The Story of the Women of Harvard Law 1974, New York: Doubleday, 1986. ISBN 978-0-385-19432-7.
- Con Jane Mayer, Strange Justice: The Selling of Clarence Thomas, New York: Houghton Mifflin, 1994. ISBN 978-0-395-63318-2.
- Con Bill Keller, Obama: The Historic Journey, Callaway-New York Times 2009, ISBN 978-1-594-48893-1.
- The Puppy Diaries : Raising a Dog Named Scout, New York: Times Books, 2011, ISBN 978-0-805-09342-1.
- Mercanti di verità. Il business delle notizie e la grande guerra dell’informazione (Merchants of Truth: The Business of News and the Fight for Facts, 2019), traduzione di Andrea Grechi e Chiara Rizzuto, Collana Il contesto n.124, Palermo, Sellerio, 2021, ISBN 978-88-389-4196-2.